# Řád Hejdara Alijeva
Řád Hejdara Alijeva (ázerbájdžánsky „Heydər Əliyev“ ordeni) je nejvyšší vyznamenání Ázerbájdžánské republiky založené v roce 2005. Udílen je občanům Ázerbájdžánu za zvláštní přínos k prosperitě, významnosti a slávě státu, za odvahu a statečnost prokázané při obraně vlasti a státních zájmů a může být udělen i cizím státním příslušníkům. Udílen je prezidentem republiky.

## Historie
Řád byl založen na základě Dekretu č. 896-IIQ ze dne 22. dubna 2005 a poprvé byl udělen 28. dubna 2005. Mezi řádové insignie patří hvězda, stuha a řádový řetěz.

## Pravidla udílení
Řád je udílen občanům Ázerbájdžánu za zvláštní přínos k prosperitě, významnosti a slávě státu, za odvahu a statečnost prokázané při obraně vlasti a státních zájmů republiky a může být udělen i cizím státním příslušníkům. Cizincům je udílen za zvláštní přínos pro Ázerbájdžán, dále pak za zvláštní přínos k rozšiřování ázerbájdžánských myšlenek a posílení solidarity k Ázerbájdžáncům ve světe, či za zvláštní přínos k opravě politických, ekonomických, vědeckých a kulturních vazeb republiky s jinými zeměmi.
Řád je udílen jen zřídka.

## Insignie
Řádová osmicípá hvězda o průměru 82 mm je vyrobena ze stříbra. Zakončení jednotlivých cípů je do tvaru okvětních lístků.  Uprostřed je velký kulatý medailon s modře smaltovaným vlnitým okrajem. Ve variantě s meči je medailon položen na dva zkřížené pozlacené stříbrné meče. Každý meč je dlouhý 82 mm a široký 4 mm. Na rukojetích obou mečů jsou vsazeny brilianty. Ve středovém medailonu je zlatý reliéfní portrét Hejdara Alijeva. Portrétní medailon je ohraničen vnějším kruhovým pásem se vsazenými 42 brilianty. Dále je obklopen širším kruhem, který je v horní části červeně smaltovaný a ve spodní části smaltovaný zeleně. V horní polovině je nápis zlatým písmem Heydər Əliyev. Okraj tohoto kruhu zdobí pás zlatých trojúhelníčků zdobených brilianty. Řádová hvězda se nosí nalevo na hrudi.
Uprostřed řádového odznaku je červeně smaltovaný nepravidelný osmiúhelník uprostřed se zlatým reliéfním portrétem Hejdara Alijeva. Osmiúhelník je obklopen rámem pravidelného geometrického tvaru ve tvaru dvou zkřížených čtverců. Na povrchu čtverců se nachází 112 briliantů. Rozměry odznaku jsou 67 × 67 mm. Zadní strana je leštěná, bez smaltu a je zde vyryto sériové číslo řádu a jméno osoby, která jej obdržela.
Řádový řetěz se skládá z 15 článků, které jsou uspořádány v charakteristickém pořadí. První dvě dekorace (jedna zleva a druhá zprava) od místa zavěšení řádového odznaku mají podobu zkřížených státních vlajek pokrytých modrým, červeným a zeleným smaltem. Ve středu dekorace je pak národní vlajka Ázerbájdžánské republiky. Další dvě dekorace (opět jedna vlevo a jedna vpravo) mají tvar bíle smaltovaného čtyřúhelníku. Ve středu je zlatý medailon obklopený červeně smaltovaným kruhem. Uprostřed medailonu se nachází monogram Hejdara Alijeva. V případě varianty s mečem je celá dekorace umístěna na dva zkřížené meče. Dále jsou na řetězu tři čtyřúhelníkové dekorace s vyobrazením státního znaku, který je smaltovaný. Tyto dekorace jsou spojeny destičkami zdobenými brilianty a ornamentem.
Řádovými insigniemi jsou hvězda, řetěz a stuha. Hvězda a řetěz existují ve dvou variantách, a to ve variantě bez mečů a s meči. Řád je vyroben z bronzu o váze 533,29 gramů, ze stříbra o váze 3,89 gramů, ze zlata o váze 57,42 gramů a z 6,42 gramů zlata o více karátech. Na insigniích je také 299 briliantů.

## Laureáti

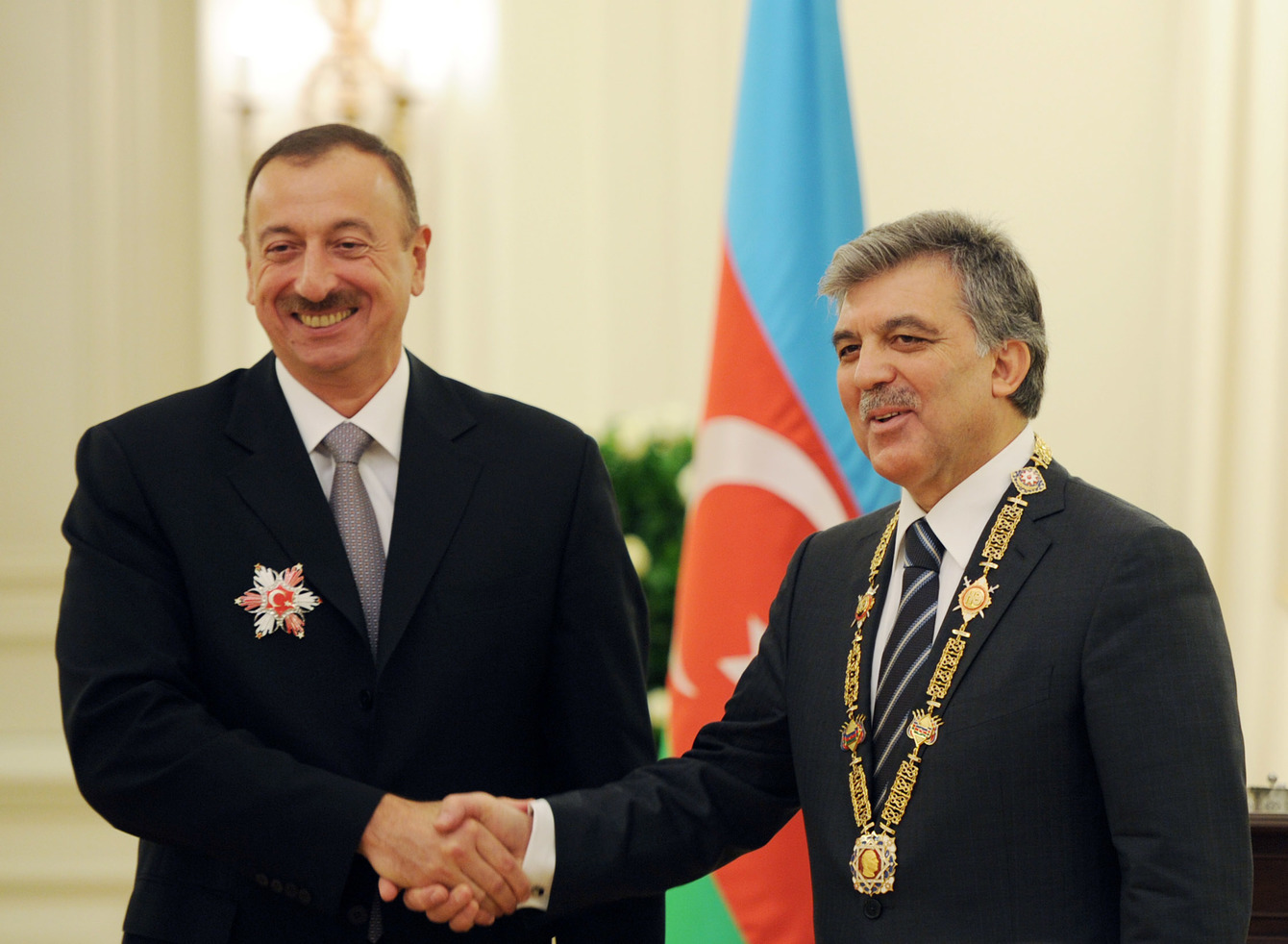
Prezident Ázerbájdžánu Ilham Alijev a prezident Turecka Abdullah Gül si předávají vyznamenání během státní návštěvy (2013)

Do dne 3. února 2020 byl řád udělen ve 26 případech:
1. Ilham Alijev – prezident Ázerbájdžánu – 28. dubna 2005[3]
2. İhsan Doğramacı – pediatr a veřejná osoba – 29. dubna 2005[4]
3. Jacques Chirac – prezident Francie – 29. ledna 2007[5]
4. Mstislav Rostropovič – čelista a hudební skladatel – 27. března 2007[6]
5. Viktor Juščenko – prezident Ukrajiny – 22. května 2008[7]
6. Tahir Salachov – malíř – 27. listopadu 2008[8]
7. Sabah al-Ahmad as-Sabah – kuvajtský šejk – 14. června 2009[9]
8. Lech Kaczyński – prezident Polska – 2. července 2009[10]
9. Valdis Zatlers – prezident Lotyšska – 10. srpna 2009[11]
10. Traian Băsescu – prezident Rumunska – 18. dubna 2011[12]
11. Georgi Parvanov – prezident Bulharska – 14. listopadu 2011[13]
12. Emómalí-ji Rahmón – prezident Tádžikistánu – 11. července 2012[14]
13. Arif Malikov – hudební skladatel – 13. září 2013[15]
14. Abdullah Gül – prezident Turecka – 12. listopadu 2013[16]
15. Viktor Janukovyč – prezident Ukrajiny – 17. listopadu 2013[17]
16. Recep Tayyip Erdoğan – prezident Turecka – 3. září 2014[18]
17. Mehriban Alijeva – předsedkyně organizačního výboru Prvních Evropských her Baku-2015 – 29. června 2015[19]
18. Alexandr Lukašenko – prezident Běloruska – 28. listopadu 2016[20]
19. Zejnab Chanlarova – sopranistka – 26. prosince 2016[21]
20. Nursultan Nazarbajev – prezident Kazachstánu – 3. dubna 2017[22]
21. Ömer Eldarov – sochař – 19. prosince 2017[23]
22. Sergio Mattarella – prezident Itálie – 18. července 2018[24]
23. Allahşükür Paşazadə – 26. srpna 2019[25]
24. Ramiz Mehdiyev – předseda Národní akademie věd – 23. října 2019[26]
25. Khoshbakht Yusifzadeh – viceprezident SOCAR – 13. ledna 2020[27]
26. Polad Bülbüloğlu – velvyslanec Ázerbájdžánu v Rusku – 3. února 2020[28]